# Torvald M:søn Höjer
Torvald Magnusson Höjer, født 12. december 1876 i Stockholm, død 30. oktober 1937 i Oslo, var en svensk diplomat, historiker, og embedsmand. Han var far til Torvald Höjer den yngre.
Torvald M:søn Höjer var søn af Magnus Höjer. 
Höjer overtog i 1906 redaktørskabet for Historiske tidsskrift fra Emil Hildebrand, og bestyrede den indtil 1920. Desuden var han lektor ved Stockholms högskola i 1907-17 og sekretær for den Svenska historiska föreningen i 1905-21. 
Höjer var anden arkivar i udenrigsministeriet i 1906-09, derefter første arkivar i 1909-12, og blev i 1912, leder af presseafdelningen på udenrigsministeriet, og i 1919 blev han leder af den politiske afdeling.
Han blev begravet på Norra begravningsplatsen i Stockholm.